# Chalaux (Nièvre)
Chalaux ist eine französische Gemeinde mit 83 Einwohnern (Stand: 1. Januar 2022) im Département Nièvre in der Region Bourgogne-Franche-Comté (vor 2016 Burgund). Sie gehört zum Arrondissement Château-Chinon (Ville) und zum Kanton Corbigny (bis 2015 Lormes). 

## Geographie
Chalaux liegt etwa 70 Kilometer nordöstlich von Nevers im Morvan am Fluss Chalaux. Umgeben wird Chalaux von den Nachbargemeinden von Marigny-l’Église im Norden und Osten sowie Saint-Martin-du-Puy im Süden und Westen.

## Bevölkerungsentwicklung
| Jahr                       | 1962 | 1968 | 1975 | 1982 | 1990 | 1999 | 2006 | 2011 | 2016 |
| Einwohner                  | 163  | 140  | 135  | 115  | 94   | 62   | 66   | 71   | 87   |
| Quellen: Cassini und INSEE |      |      |      |      |      |      |      |      |      |

## Sehenswürdigkeiten
- Kirche St-Germain-St-Fiacre